# Élections fédérales australiennes de 1969
 (novembre 2024).
Si vous disposez d'ouvrages ou d'articles de référence ou si vous connaissez des sites web de qualité traitant du thème abordé ici, merci de compléter l'article en donnant les références utiles à sa vérifiabilité et en les liant à la section « Notes et références ».
Des élections législatives fédérales se tiennent le 25 octobre 1969 en Australie afin de renouveler les 125 sièges de la Chambre des représentants.
Les élections voient une courte victoire du parti travailliste.